# Constitución de la República romana

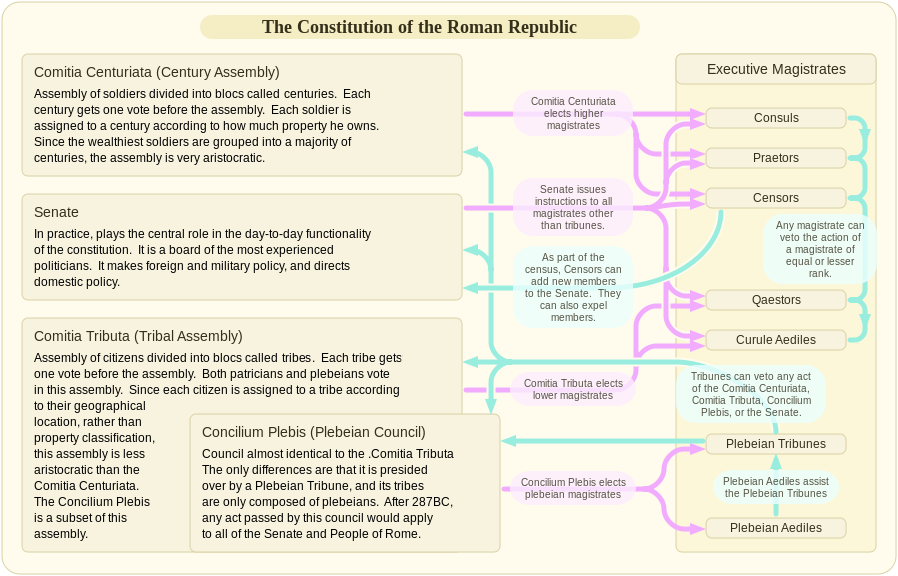
Esquema del sistema constitucional republicano

La Constitución de la República romana es un término utilizado por la historiografía para referirse a la forma de gobierno de la Antigua Roma. Debe tenerse claro que el término se ha usado por analogía con las modernas constituciones, pues los romanos no poseían una Ley de Leyes, sino que sus instituciones principales estaban basadas en la tradición y no estaban codificadas, lo que a lo largo de la historia de Roma produjo grandes alteraciones.[cita requerida]
La Constitución romana fue un conjunto de directrices y principios sentados esencialmente a través de los precedentes. Esta Constitución no estaba escrita de sumo, ni tampoco codificada, y además estaba sujeta a una constante evolución. La crisis constitucional que comenzó en 133 a. C. (guerras civiles) condujo finalmente al colapso de la República y su eventual subversión en una forma de gobierno autocrática, el Imperio romano.

## Estructuración
La constitución del Estado romano descansa en el equilibrio producido entre sus tres elementos esenciales: la potestas de los magistrados, la auctoritas del Senado y la Maiestas del pueblo.[cita requerida]
- Potestas, puede ser definida como la fuerza socialmente reconocida. En este caso el pueblo, reconoce en su maiestas, el poder de gobernar de los magistrados. En el caso exclusivo del poder socialmente reconocido de los magistrados para mandar ejércitos es llamado imperium. Cuando nos referimos al poder socialmente reconocido, debemos de destacar que el pueblo, en su maiestas, es el que ha cedido dichos poderes a través de las elecciones (democracia representativa).

- Auctoritas, puede ser definido como el saber socialmente reconocido de ciertos individuos (inicialmente el Senado, luego el Emperador), para gobernar. Mientras que la potestad es una capacidad legal para imponer la voluntad de quien la ostenta, la auctoritas representa la legitimidad moral para hacer valer esa voluntad.

- Maiestas, puede ser definida como la dignidad reconocida del pueblo romano, demostrada a través de las elecciones, donde entrega la potestas y la auctoritas a ciertas personas.

## Instituciones
El populus romanus era la comunidad de ciudadanos (cives) con plenitud de derechos, es decir, varones adultos cuya ascendencia fuera libre al menos desde la segunda generación. Todos forman parte de las asambleas romanas donde tienen el derecho de voto (ius sufragii) y también tienen derecho a ser elegidos para alguna de las magistraturas (ius honorum) si demuestran que no ejercen ningún oficio remunerado. Sin embargo, no todos los ciudadanos podían presentarse como candidatos ya que, aunque no se les exigía tener una determinada fortuna, los cargos no estaban remunerados y tenían que pagar de su fortuna personal a los funcionarios que estaban a sus órdenes, sin contar, además, con los gastos que suponía la elección, ya que era habitual hacer regalos a los votantes. Carecían de derechos políticos, las mujeres, los peregrini (extranjeros) y los libertos de primera generación. Los esclavos carecían de cualquier tipo de derechos.

### Magistraturas
Todas las magistraturas tienen un carácter colegiado (dos miembros como mínimo) y una duración anual, excepto los dos censores (y las personas que las ostentan no pueden ser reelegidas). Las magistraturas son las siguientes (los miembros de las tres primeras eran elegidos por los comicios centuriados; los de las tres últimas por los comicios tributos):
- Dos cónsules. Asumen gran parte de los poderes del rex de la Monarquía romana abolida en 509 a. C.: poseen el imperium (el supremo derecho para impartir órdenes en todo asunto público, res publica) lo que les confiere la jefatura del ejército y del gobierno de la ciudad. Además son los magistrados epónimos (dan nombre al año). Convocan y presiden el Senado. Para hacer frente a situaciones excepcionales podían nombrar un Dictador, que concentra todos los poderes del Estado sin limitaciones, por un periodo máximo de seis meses
- Dos pretores. Se ocupan de la administración de justicia. Poseen imperium pero subordinado al de los cónsules.
- Dos censores. Elegidos por un periodo de dieciocho meses cada cinco años, desempeñan la misión de confeccionar y actualizar el censo de los ciudadanos romanos y su reparto en orden al servicio militar y al pago de tributos (lustratio). Desde el año 318 a. C. confeccionan las lista de senadores entre los exmagistrados. Asimismo tienen la facultad de supervisar las costumbres y la moral de los ciudadanos, pudiendo rebajar a los considerados indignos a una clase inferior e incluso quitarles sus derechos políticos (en el caso de los exmagistrados eliminarlos de las lista de senadores). Del control de los ciudadanos se derivó el control sobre las finanzas y los bienes públicos. Debido a la trascendencia de su misión, solían ser elegidas personas con gran experiencia política, en general excónsules.
- Diez tribunos de la plebe. Eran los protectores  del populus romanus y del mismo Estado, frente a los posibles abusos del resto de los magistrados. Tienen el derecho de intercessio (veto de la acción de un magistrado). Son inviolables (sacrosanctus).
- Cuatro ediles (dos curules y dos plebeyos). Se ocupan del orden en las calles, los edificios y los mercados. Son los responsables del abastecimiento de la ciudad y también organizan los juegos públicos.
- Ocho cuestores. Administran el Tesoro público (aerarium).

### Senado
El Senado («Asamblea de ancianos») era una institución que ya existía durante la Monarquía y entoces agrupaba a trescientos patres familiarum de las gens (los patricios) con carácter vitalicio. Su función fundamental era aconsejar al rey, que era quien los nombraba, aunque ostentaban la auctoritas patrum lo que implicaba que sus opiniones, no vinculantes, tenían un cierto peso en la decisión última que tomaba el rey en un asunto concreto. En la República, tras la superación del conflicto patricio-plebeyo, se convierte, junto con el populus, en la autoridad suprema de Roma (el nuevo Estado se denomina oficialmente Senatus Populusque Romanus, el 'Senado y el Pueblo Romanos', S.P.Q.R.) y pasó a estar integrado por trescientos exmagistrados, también con carácter vitalicio, nombrados por los censores. Dirige la política exterior de Roma y gestiona el Tesoro (aerarium) y los bienes públicos. En virtud de la auctoritas patrum las decisiones de los comicios y las elecciones por estos de los magistrados no tenían efecto si no contaban con su ratificación, excepto las leyes votadas por los comicios tributos. Asimismo asesoraban a los magistrados, mediante el senatus consultum (exhortación por escrito a los magistrados para adoptar una decisión pública concreta). Aunque no era vinculante para los magistrados, de hecho estos siempre la cumplían por el prestigio y la experiencia de los miembros del Senado.

### Asambleas delpopulus
A lo largo del tiempo, los ciudadanos romanos (populus romanus) fueron ordenados en base a tres principios, lo que dio lugar a tres tipos de asambleas populares: por familias y linajes, distribuidos en treinta curias (los comitia curiata); por su fortuna, ordenados en cinco clases censitarias, subdivididas en 193 centurias (los comitia centuriata); y por su residencia, agrupados en treinta y cinco tribus (los comitia tributa). Los comitia centuriata eran las asambleas más importantes.
- Comitia curiata (asambleas por curias). Nacieron durante la Monarquía y su misión principal consistía en aprobar (por aclamación) lo que le proponía el rex, que era quien los presidía (también aprobaba el candidato a rex propuesto por el Senado mediante la lex curiata de imperio). Con el nacimiento de los comitia centuriata, fruto de la reorganización del ejército llevada a cabo por el rex Servio Tulio (577-535 a. C.), dejó de ser la asamblea principal del populus, y el encuadramiento de los ciudadanos por curias perdió vigencia. Continuaron existiendo durante la República, pero con funciones exclusivamente simbólico-religiosas. Conferían el imperium a cónsules y pretores, sin el cual no podían ejercer legalmente sus funciones.
- Comitia centuriata (asambleas por centurias). Nacidos como resultado de la reorganización del ejército llevada a cabo por el rex Servio Tulio, inicialmente solo formaban parte de ellos las dieciocho centurias de los équites (caballeros) o supra classem y las ochenta centurias de la  1ª classis (formada por los varones libres que podían presentar un equipamiento y armamento completo de hoplita). Durante la República se incorporaron las otras tres clases (2ª, 3ª y 4ª), los infra classem e incluso los proletarii o capite censi, pero como se votaba por centurias (no por individuos) y por riguroso orden hasta que se obtenía la mayoría absoluta de 98 centurias, las últimas classis (los équites y la 1ª classis ya sumaban 98 centurias) pocas veces llegaban a votar. Los poderes de estos comicios eran de tres órdenes: la elección de los magistrados superiores (cónsules, pretores y censores); el voto de las leyes, aunque tras la Lex Hortensia de 287 a. C. será la concilia plebis la que asumirá esa función; y actuar como tribunal de apelación cuando un acusado juzgado por un magistrado recurre a la provocatio ad populum. También participa en las declaraciones de guerra y en la conclusión de tratados.
- Comitia tributa (asambleas por tribus). Asamblea creada durante la República, agrupa a los ciudadanos en treinta y cinco tribus, treinta y una rústicas y cuatro urbanas. Las cuatro urbanas formaban la categoría inferior ya que agrupaban a los ciudadanos que carecían de tierras propias, los libertos de segunda generación y los extranjeros que habían obtenido la ciudadanía romana. Sus poderes son similares a los de los comicios centuriados pero de un grado «inferior»: eligen a los magistrados inferiores (tribunos de la plebe, ediles y cuestores); votaban las leyes que les eran propuestas y actuaban como tribunal de apelación en los procesos daban lugar a penas inferiores a los juzgados por los comicios centuriados.

El principio de soberanía del populus manifestado en las asambleas fue más formal que real, teniendo en cuenta su propio funcionamiento interno y los poderes Senado y de los magistrados. Esto se hizo aún más evidente con la expansión de la ciudadanía romana a Italia y a las provincias ya que las asambleas se convirtieron en una simple reunión de la plebs urbana (los ciudadanos residentes en Roma), «blanco fácil de la ambición de los políticos, que con los más diversos modos de corrupción, desprestigiaron la institución».

## Caracterización del régimen político de la República romana
En el siglo II a. C. el historiador griego Polibio escribió en sus Historias que las «tres formas de gobierno» (monarquía, aristocracia y democracia) «se reúnen en la constitución romana de manera tan equilibrada y tan bien calculada que nadie entre los romanos podrá decir si se trata de una aristocracia, de una monarquía o de una democracia. Y con razón, pues parecerá una monarquía si atendemos a los poderes de los cónsules, aristocracia, si juzgamos por los del Senado y, por último, si se consideran los derechos del pueblo, diremos que es una democracia». Esta caracterización todavía es mantenida por algunos autores modernos [cita requerida] que consideran que la constitución romana mezcló estos tres elementos: el elemento democrático tomó la forma de las Asambleas romanas, el elemento aristocrático tomó la forma del Senado, y el elemento monárquico tomó la forma de los magistrados de plazo limitado, desarrollándose un complejo conjunto de controles y equilibrios entre estos tres poderes a fin de minimizar el riesgo de la tiranía y la corrupción, y para maximizar la probabilidad de un buen gobierno. 
Sin embargo, la mayor parte de los historiadores modernos coinciden en considerar a la República romana como un régimen aristocrático u oligárquico. El español José Manuel Roldán ha señalado que el acceso a las magistraturas, «abierto en principio para todo ciudadano en posesión de las condiciones requeridas, en la práctica quedaba fuertemente limitado a una minoría muy restringida, la nobilitas, la élite dirigente de la nobleza patricio-plebeya» (entre el 366 y el 33 a. C., señala Roldán, solo quince homines novi —el más conocido de ellos Cicerón— consiguieron acceder al consulado, la máxima magistratura, y solo lo lograron, advierte, «apoyados por familias de la nobilitas»). También ha advertido que «el principio de soberanía del populus, manifestado en la triple función electiva, legislativa y judicial de los comicios populares» era «sin embargo más formal que real teniendo en cuenta el papel que desempeñan el Senado y las magistraturas y las propias cortapisas en el funcionamiento de las asambleas. [...] Es el magistrado competente el que preside y dirige los comicios y, en ellos, el populus sólo expresa su voluntad sobre la cuestión concreta que se le propone, sin posibilidad de discutirla. [...] La auctoritas del Senado, con su derecho de ratificación sobre toda asamblea comicial es también una importante restricción a la soberanía de las asambleas... así como el sistema de voto, oral hasta fines del II, que permite todas las presiones imaginables». «Por consiguiente, al margen de raras excepciones, el gobierno de Roma era un rígido monopolio de la aristocracia de nacimiento, completada con elementos plutocráticos», concluye Roldán.
En cuanto a las razones que explicarían el monopolio del poder por parte de la nobilitas Roldán señala, en primer lugar, «que solo los ciudadanos en posesión de una gran fortuna podían ejercer la magistratura, un cargo estrictamente honorario unido a pesados dispendios» y, en segundo lugar, que «la oligarquía senatorial consideró siempre la magistratura como un monopolio exclusivo y lo defendió con los poderosos medios políticos, económicos y sociales que poseía». «Y, por último, las clases bajas tradicionalmente respetaron este privilegio social y político y nunca desearon participar en el gobierno de Roma».